# Rattus jobiensis
Rattus jobiensis es una especie de roedor de la familia Muridae.

## Distribución geográfica
Se encuentra sólo en las islas al norte de Nueva Guinea Occidental (Indonesia).